# Football Under Cover
Football Under Cover ist ein deutscher Dokumentarfilm von den Regisseuren Ayat Najafi und David Assmann. Gedreht wurde er 2005 und 2006 in Berlin und Teheran.

## Inhalt
Der Film zeigt, wie zum ersten Mal in der Geschichte der Islamischen Republik Iran die iranische Frauennationalmannschaft im eigenen Land in einem Stadion vor Zuschauerinnen spielt: ein Freundschaftsspiel gegen eine Auswahl aus Berlin-Kreuzberg.
Im ersten Teil des Films werden das Kreuzberger Fußball-Team BSV Al-Dersimspor und die iranische Frauennationalmannschaft getrennt voneinander vorgestellt, während der zweite Teil das Eintreffen der deutschen Mannschaft im Iran und das Zusammentreffen beider Teams porträtiert.

## Kritiken
„Gespür für Erzählrhythmus, Beobachtungsgabe und Neugier lassen etwa ‚Football Under Cover‘ in jenem magischen Zusammenspiel aufgehen, in dem plötzlich alles stimmt. […] Wenn der türkische Präsident der Kreuzberger Truppe draussen bleiben muss, obwohl er doch ein Muslim ist, und hinter dem Zaun einsam ‚Deutschland‘ ruft beim ersten Tor seiner Spielerinnen, dann hat dieser umwerfende Film längst seinen unumstößlichen Beitrag zur Völkerverständigung zwischen Kreuzberger Orient-Eck und postrevolutionärem Iran geleistet.“

„Von wegen Kick It Like Beckham! Mit Bescheidenheit und Offenheit kämpfen junge Frauen für ihre Freude am Fußballspiel und gegen die Unterdrückung durch die iranischen Sittenwächter. Anrührend, engagiert und zugleich sehr unterhaltsam.“

## Auszeichnungen
- Teddy Award für besten Dokumentarfilm und 2008
- Teddy Volkswagen Zuschauerpreis 2008
- Pink Apple Festival, Publikumspreis Zürich 2008